# Regeneration
Regeneration es el decinonoveno álbum de estudio del músico estadounidense Roy Orbison, publicado por la compañía discográfica Monument Records en 1977. Marcó el retorno de Orbison a Monument, discográfica con la que obtuvo sus mayores éxitos durante la década de 1960. Sin embargo, la relación comercial con el sello discográfico duró solo un año, debido a que Orbison se mostró insatisfecho con el material que le dieron para grabar. Regeneration no entró en ninguna lista de éxitos.

## Lista de canciones
Cara A
1. "I'm a Southern Man" (Tony Joe White) - 2:50
2. "No Chain at All" (Bob Morrison) - 2:26
3. "Old Love Song" (Morrison, Alice Kiester) - 3:16
4. "Can't Wait" (Alan Rush, Dennis Linde) - 2:11
5. "Born to Love Me" (Morrison) - 3:50

Cara B
1. "Blues in My Mind" (Fred Rose) - 2:34
2. "Something They Can't Take Away" (Kris Kristofferson) - 3:13
3. "Under Suspicion" (Rush, Linde) - 3:00
4. "I Don't Really Want You" (Linde) - 3:00
5. "Belinda" (Linde) - 2:35